# 火星博士
『火星博士』（かせいはかせ）は手塚治虫の長編SF漫画。

## 概要
描き下ろし単行本として不二書房から1947年（昭和22年）9月5日付で発行。手塚治虫による描き下ろし長編漫画としては、『新宝島』に続く第2作にあたる。『手塚治虫漫画全集 新宝島』に収録された手塚の「ぼくのデビュー日記」には、1947年2月21日よりたびたび『火星博士』執筆の記事があり、6月22日に原稿を渡したという記述がある。
火星人による地球侵略を描いたSF作品。習作『幽霊男』からプロットの一部を流用している（手塚自身は「「幽霊男」のリメイク」としているが、実際は女性型ロボットの設定が共通する程度）。手塚自身は本作について、「まだ戦前の漫画本のにおいを残している」と評しており、次作『地底国の怪人』を「実質的にはいわゆるストーリー漫画の第一作といえます」としている。なお、本作は海野十三の『火星兵団』のパロディとする指摘がある。
前作『新宝島』に引き続き、ケン一少年と、保護者役のブタモ・マケル（本作では「ブートン博士」の役名）のコンビが主役をつとめている。これに対し、『新宝島』の原作者である酒井七馬からクレームがついたため、次作『地底国の怪人』からは、ケン一の保護者役として、ブタモ・マケルの代わりにヒゲオヤジが登場することになったという。

## あらすじ
ブートン博士と甥のケン一が乗った汽船が、暴風雨のため難破した。そこへ飛行機が現れるが、飛行機はブートン博士ただ一人を拉致し、他の乗客たちを海に突き落として飛び去ってしまう。飛行機を操縦していたのは、覆面の集団だった。ケン一は飛行機にしがみついて機内に乗り込む。
クラゲ島に連行されたブートン博士の前に、ポッポ博士と名乗る人物が現れる。ポッポ博士はクラゲ島に秘密基地を構え、世界中に大暴風雨を発生させる発電機「一八一八一八号」を完成させようとしていた。汽船を沈めた暴風雨も、実はポッポ博士が起こしたものだった。
ポッポ博士はブートン博士を脅迫して研究に協力させようとするが、そこにケン一が現れ、ブートン博士を救出しようと奮闘する。ポッポ博士に捕えられ、殺されそうになったケン一だが、ポッポ博士の作った事務用ロボットのピイ子が、ケン一を救出。だが、ポッポ博士の逆襲に遭い、ケン一は崖から落ちて行方不明となり、ピイ子はポッポ博士に壊され、ブートン博士は再び捕えられてしまう。
ポッポ博士の正体は、地球征服をもくろむ火星人の地球遠征隊長であり、その目的は地球の知識を得るため、ブートン博士を火星に拉致することにあった。クラゲ島の正体も巨大なロケットであった。
結末で、追い詰められたポッポ博士はロケットごと自爆し、ブートン博士とケン一は修理され復活したピイ子によって救出される。その後、最後の1ページで夢オチがつけられている。これはもともと、前作『新宝島』で用いるつもりだったアイデアであった。

## 登場人物
ブートン博士（演：ブタモ・マケル）
高名な科学者。
ケン一
ブートン博士の甥。
デビュー作は『新宝島』だが、「ケン一」の役名で登場したのは本作が最初である。
ポッポ博士
クラゲ島に秘密基地を構える怪科学者。地球人に変装しているが、その正体は火星人の地球遠征隊隊長。
ピイ子（演：ミッチィ）
ポッポ博士の作った事務所用の女性型ロボット。鋼鉄製で、背中に翼がついており、空を飛ぶことができる。ポッポ博士が悪人だから、という理由でケン一たちの味方につく。
習作『幽霊男』に登場した「毒蛇（）姫」をリメイクしたキャラクター。手塚スターシステムのキャラクターとしては本作がデビュー作だが、のちに『メトロポリス』でミッチィを演じたため、ミッチィの名で呼ばれることが多い。
ドードー博士
火星の科学者。
ロロ王
地球征服をもくろむ火星の王。

## 単行本
手塚の生前には再刊されず、没後の1994年に初めて『手塚治虫漫画全集』に再録された。
- 『火星博士』〈手塚治虫漫画全集 MT-33〉（講談社、1994年7月15日発行） ISBN 4-06-175939-6
- 『火星博士 一千年后の世界』〈手塚治虫文庫全集 BT-076〉（講談社、2010年6月11日発行） ISBN 978-4-06-373776-9
- 『手塚治虫初期名作完全復刻版BOX1』（小学館クリエイティブ、2011年11月23日発行） ISBN 978-4-7780-3192-3